# Sociologija obrazovanja
Sociologija obrazovanja proučava kako javne institucije i individualna iskustva utječu na obrazovanje te proučava dobivene rezultate. Uglavnom se bavi sustavima javnog školovanja u modernim industrijaliziranim društvima, uključujući širenje višeg i daljnjeg obrazovanja. 
Obrazovanje se smatra temeljnim optimističnim ljudskim nastojanjem koje karakterizira težnja za napretkom i poboljšanjem. Mnogi ga shvaćaju kao sredstvo za prevladavanje nedostataka, postizanje veće jednakosti i stjecanje bogatstva i društvenog statusa. Obrazovanje se doživljava kao mjesto gdje se djeca mogu razvijati u skladu sa svojim jedinstvenim potrebama i potencijalima. Ne samo da se djeca mogu razvijati, već i mladi i odrasli. Društveni odnosi među ljudima kroz obrazovanje uvijek su dovodili do daljnjeg razvoja bez obzira na dob pojedinca. Također se smatra jednim od najboljih načina za postizanje veće društvene jednakosti. Mnogi bi rekli da bi svrha obrazovanja trebala biti razvijanje svakog pojedinca do njegovog punog potencijala, te mu dati priliku da u životu postigne onoliko koliko mu prirodne sposobnosti dopuštaju (meritokracija). Nekolicina bi rekla da obrazovni sustav postiže ovaj cilj. Neki imaju posebno kritičan stav, tvrdeći da je obrazovni sustav osmišljen s namjerom da izazove društvenu reprodukciju nejednakosti.

## Temelji
Sustavna sociologija obrazovanja započela je radom Émilea Durkheima (1858–1917) o moralnom odgoju kao temelju organske solidarnosti i istraživanjima Maxa Webera (1864–1920) o kineskim književnicima kao instrumentu političke kontrole. Nakon Drugog svjetskog rata, predmet je dobio obnovljeni interes diljem svijeta: od tehnološkog funkcionalizma u SAD-u, egalitarne reforme mogućnosti u Europi i teorije ljudskog kapitala u ekonomiji. Sve je to značilo da, s industrijalizacijom, potreba za tehnološki kvalificiranom radnom snagom narušava klasne razlike i druge pripisane sustave stratifikacije, te da obrazovanje promiče društvenu mobilnost. Međutim, statistička i terenska istraživanja u brojnim društvima pokazala su stalnu vezu između društvene klase pojedinca i postignuća te sugerirala da se obrazovanjem može postići samo ograničena društvena mobilnost. Sociološke studije pokazale su kako obrasci školovanja odražavaju, a ne izazivaju, klasnu stratifikaciju te rasnu i spolnu diskriminaciju.
Nakon općeg pada funkcionalizma od kasnih 1960-ih pa na dalje, ideja o obrazovanju kao beskrajnom dobru bila je još dublje osporavana. Neomarksisti su tvrdili da je školsko obrazovanje jednostavno proizvelo poslušnu radnu snagu bitnu za klasne odnose kasnog kapitalizma .

## Teorijske perspektive
Sociologija obrazovanja sadrži niz različitih teorija. Neke od glavnih teorija predstavljene su u nastavku teksta

### Politička aritmetika
Tradicija političke aritmetike unutar sociologije obrazovanja započela je s Hogbenom (1938) i označava tradiciju politički kritičkog kvantitativnog istraživanja koje se bavi društvenim nejednakostima, posebno onima do koje dolazi zbog društvene stratifikacije (Heath 2000). Važna djela u ovoj tradiciji bila su (Glass 1954), (Floud, et al. 1956) i (Halsey, et al. 1980). Svi ovi radovi bavili su se načinom na koji su školske strukture bile upletene u klasne nejednakosti u Britaniji. Noviji rad u ovoj tradiciji proširio je svoj fokus na spol, etničke razlike i međunarodne razlike. Dok su se istraživači u ovoj tradiciji bavili sociološkim teorijama kao što su teorija racionalnog izbora i teorija kulturne reprodukcije, politička aritmetička tradicija obično je ostala prilično skeptična prema 'velikoj teoriji' i jako se bavila empirijskim dokazima i društvenim politika. Političku aritmetičku tradiciju napala je 'Nova sociologija obrazovanja' iz 1970-ih koja je odbacila kvantitativne metode istraživanja. Time je najavljeno razdoblje metodološke podjele unutar sociologije obrazovanja. Međutim, tradicija političke aritmetike, iako potječe iz ideja kvantitativnih metoda, sve se više bavi pristupima mješovitih metoda.

### Strukturalni funkcionalizam
Strukturalni funkcionalisti vjeruju da društvo teži društvenoj ravnoteži i društvenom poretku. Oni vide društvo poput ljudskog tijela, u kojem su institucije kao što su obrazovanje poput važnih organa koji drže društvo/tijelo zdravim.  
Društvena stvarnost je strukturirana i diferencirana i daje društvenoj znanosti njen predmet. To objašnjava zašto se pojedinci ponašaju kao nositelji uloga i redovito obavljaju specifične zadatke što se očituje na razini vidljivih događaja. Odnos između učitelja i učenika leži u središtu realističke koncepcije društvene strukture. Unutarnji odnos između uloga, različit od pojedinačnih osoba koje ih popunjavaju i koje one nonšalantno utječu
Odnos između učitelja i učenika je poseban odnos jer jedno bez drugog ne bi moglo postojati ni funkcionirati. Funkcionalisti obrazovanje vide kao jednu od važnijih društvenih institucija u društvu. Naglašavaju da obrazovanje doprinosi dvjema vrstama funkcija: manifestnim funkcijama, koje su namjenjene i vidljive funkcije obrazovanja; i latentne funkcije, koje su skrivene i nenamjeravane funkcije.
Manifestne funkcije
Postoji nekoliko glavnih manifestnih funkcija koje su povezane s obrazovanjem. Prva je socijalizacija. Francuski sociolog, Émile Durkheim, utemeljio je akademsku disciplinu sociologije, okarakterizirao je škole kao "agencije za socijalizaciju koje uče djecu kako se slagati s drugima i pripremaju ih za ekonomske uloge odraslih" (Durkheim 1898). Socijalizacija uključuje učenje pravila i normi društva kao jednu cjelinu. Jedna od uloga škola je naučiti učenike poštivanju zakona i poštivanju autoriteta. Obrazovanje je također važan alat kojim se studenti koriste za napredovanje. Institucije visokog obrazovanja smatraju kao sredstva za približavanje studenata njihovim karijerama koja će im pomoći da postanu uspješni.
Latentne funkcije
Obrazovanje također ispunjava latentne funkcije. U školi se događa mnogo toga što nema nikakve veze s formalnim obrazovanjem. Obrazovno okruženje uvodi učenike u društvene mreže koje mogu trajati godinama i mogu pomoći ljudima da pronađu posao nakon završetka školovanja. Još jedna latentna funkcija je sposobnost rada s drugima u malim grupama, vještina koja se može prenijeti na radno mjesto, a koja se možda neće naučiti ako je dijete školovano kod kuće.

#### Socijalizacija
Društveno zdravlje znači isto što i društveni poredak, a zajamčeno je kada gotovo svi prihvaćaju opće moralne vrijednosti svoga društva. Stoga strukturalni funkcionalisti vjeruju da je cilj ključnih institucija, poput obrazovanja, socijalizacija djece i tinejdžera. Socijalizacija je proces kojim nova generacija usvaja znanja, stavove i vrijednosti koje će im trebati kao građanima. Primarna uloga obrazovanja je prenijeti osnovna znanja i vještine budućim generacijama. Iako je ovaj cilj naveden u formalnom kurikulumu, uglavnom se postiže skrivenim kurikulom, suptilnijom, ali svejedno snažnom indoktrinacijom normi i vrijednosti šireg društva. Učenici uče te vrijednosti jer je njihovo ponašanje u školi regulirano ( Durkheim u ) sve dok ih postupno internaliziraju i prihvate.
Osim toga, obrazovanje je važano u prijenosu temeljnih vrijednosti. Temeljne vrijednosti u obrazovanju odražavaju se na ekonomske i političke sustave koji su izvorno poticali obrazovanje. Jedna od najvažnijih temeljnih vrijednosti koja se prenosi kroz obrazovni sustav je individualnost, princip neovisnosti i samostalnosti. Djeca od vrlo rane dobi uče da društvo traži i hvali najbolje pojedince. Povezano s individualnosti, samopoštovanje se također razvija kroz obrazovni kurikulum. Samopoštovanje je sposobnost povjerenja u vlastite odluke, stoga individualnost omogućuje rast samopoštovanja bez kojeg se ne može stvoriti. U usporedbi s japanskim učenicima, na primjer, nastavni plan i program u Japanu usmjeren je na društveno poštovanje (usredotočen na donošenje časti grupi), a ne na samopoštovanje.

#### Popunjavanje uloga u društvu
Obrazovanje također mora imati još jednu funkciju: kako različita radna mjesta ostaju bez zaposlenih, moraju se popuniti odgovarajućim ljudima. Stoga je druga svrha obrazovanja sortirati i rangirati pojedince za plasman na tržište rada [Munro, 1997]. Oni s visokim postignućima bit će zaposleni na najvažnijim poslovima i za nagradu će dobiti najviše prihode. Oni koji postignu manja postignuća, dobit će najmanje zahtjevne (u svakom slučaju intelektualno, ako ne i fizički) poslove, a time i najmanje prihode.
Međutim, prema Sennetu i Cobbu, "vjerovati da samo sposobnost odlučuje tko će biti nagrađen znači varati se". Meighan se slaže, navodeći da veliki broj sposobnih učenika iz radničke klase ne uspijevaju postići zadovoljavajuće standarde u školi i stoga ne uspijevaju dobiti status koji zaslužuju. Jacob vjeruje da je to zato što kulturna iskustva srednje klase koja se pružaju u školi mogu biti suprotna iskustvima koja djeca iz radničke klase dobivaju kod kuće. Drugim riječima, djeca radničke klase nisu adekvatno pripremljena za snalaženje u školi. Oni su dakle "izbačeni" iz škole s najmanje kvalifikacija, stoga dobivaju najmanje poželjne poslove, te tako ostaju radnička klasa. Sargent potvrđuje ovaj ciklus, tvrdeći da školovanje podržava kontinuitet, koji zauzvrat podržava društveni poredak. Talcott Parsons je smatrao da je ovaj proces, gdje se određeni učenici označavaju obrazovnim neuspjesima, "bio nužna pojava koju jedan dio društvenog sustava obavlja za većinu". Ipak, strukturalno funkcionalistička perspektiva tvrdi da je ovaj društveni poredak, ovaj kontinuitet ono što većina ljudi želi. Ovo je jedna od najkritičnijih stvari u sociologiji.

### Obrazovanje i društvena reprodukcija
Perspektiva teorije sukoba, suprotno perspektivi strukturalnog funkcionalizma, vjeruje da je društvo puno suprotnih društvenih skupina s različitim težnjama, različitim pristupom životnim prilikama i stjecanju različitih društvenih nagrada. Teorija sukoba vidi svrhu obrazovanja kao način održavanja društvene nejednakosti i način očuvanja moći onih koji dominiraju društvom. Odnosi u društvu, prema ovom gledištu, uglavnom se temelje na izrabljivanju, ugnjetavanju, dominaciji i podređenosti. Mnogi učitelji pretpostavljaju da će učenici kod kuće imati posebna iskustva srednje klase, a za neku djecu ta pretpostavka nije nužno točna. Od neke se djece očekuje da pomažu svojim roditeljima nakon škole i da nose znatne kućanske obveze u svojoj kući koja je često samohrani roditelj. Zahtjevi ovog rada kod kuće radne snage često im otežava pronalaženje vremena za obavljanje cjelokupne zadaće i tako utječe na njihovu akademsku učinkovitost.
Tamo gdje su nastavnici ublažili formalnost redovnog učenja i integrirali učenikove preferirane metode rada u nastavni plan i program, primijetili su da su određeni učenici pokazali znanja kojih prije nisu bili svjesni. Međutim, malo nastavnika odstupa od tradicionalnog nastavnog plana i programa, a nastavni plan i program prenosi ono što čini znanje kako je odredila država - i oni na vlasti [Mladi u ]. Mnogim učenicima to znanje nije od velike važnosti, jer ga smatraju besmislenim. Wilson & Wyn navode da učenici shvaćaju da postoji mala ili nikakva izravna veza između predmeta koje uče i njihove perspektive na tržištu rada. Anti-školske vrijednosti koje ova djeca pokazuju često proizlaze iz njihove svijesti o svojim stvarnim interesima. Sargent vjeruje da učenici iz radničke klase, koji teže uspjehu i koji upijaju vrijednosti školske srednje klase, prihvaćaju svoj inferiorni društveni položaj jednako kao da su odlučni u neuspjehu. Fitzgerald navodi da "bez obzira na njihovu akademsku sposobnost ili želju za učenjem, studenti iz siromašnih obitelji imaju relativno male šanse za uspjeh". S druge strane, za djecu srednje, a posebno više klase, održavanje superiornog položaja u društvu zahtijeva malo truda. Savezna vlada subvencionira 'neovisne' privatne škole omogućujući bogatima da steknu 'dobro obrazovanje' plaćajući za to. Uz ovo 'dobro obrazovanje', bogata djeca postižu bolje rezultate, postižu više rezultate i dobivaju veće nagrade. Na taj je način omogućen nastavak privilegija i bogatstva za elitu u kontinuitetu.
Teoretičari sukoba vjeruju da se ova društvena reprodukcija nastavlja događati jer je cijeli obrazovni sustav prekriven ideologijom koju pruža dominantna skupina. Zapravo, oni održavaju mit da je obrazovanje dostupno svima kako bi se osiguralo sredstvo za postizanje bogatstva i statusa. Svatko tko ne postigne taj cilj, prema mitu, može kriviti samo sebe. Wright se slaže, navodeći da je "učinak mita da ih... spriječi da vide da su njihovi osobni problemi dio velikih društvenih pitanja". Dvoličnost je toliko uspješna da mnogi roditelji dugi niz godina rade užasne poslove, vjerujući da će ta žrtva omogućiti njihovoj djeci prilike u životu koje oni sami nisu imali. Teoretičari sukoba vjeruju da obrazovni sustav održava status quo otupljujući niže klase u poslušne radnike. Ovi ljudi koji su siromašni i u nepovoljnom položaju žrtve su prijevare društvenog povjerenja. Potaknuti su da vjeruju da je glavni cilj školovanja jačanje jednakosti, dok u stvarnosti škole odražavaju namjeru društva da zadrži prethodnu nejednaku raspodjelu statusa i moći (Fitzgerald, citirano u).
Teoretičari sukoba ističu nekoliko ključnih čimbenika za obranu svoje pozicije. Prvo, teoretičari sukoba gledaju na porez na imovinu. Tipično, područja bogatih okruga imaju više novca, pa si mogu priuštiti veće plaće učitelja, kupnju nove tehnologije i privlačenje boljih učitelja. Studenti u tim okruzima obično su bijelci, što znači da većina učenika manjina u Sjedinjenim Državama ne prima nijednu od ovih prednosti i manje je vjerojatno da će ići na koledž. Ovo je povezano sa stajalištem teoretičara sukoba da je obrazovni sustav jednostavno održavatelj statusa quo.
Osim toga, teoretičari sukoba, uključujući Bowlesa i Gintisa, tvrdili su da škole izravno reproduciraju društvene i ekonomske nejednakosti ugrađene u kapitalističko gospodarstvo. Vjerovali su da se taj sukob odvijao u učionicama gdje su učenici bili obilježeni većom i visoko stratificiranom ekonomskom strukturom. Bez obzira na to slažu li se trenutni čelnici sociologije s Bowlesom i Gintisom ili ne, svi su oni neporecivo počeli djelovati u područjima vođeni tim idejama.
Ova perspektiva je kritizirana kao deterministička i pesimistička, dok postoje neki dokazi o društvenoj mobilnosti među učenicima u nepovoljnom položaju.
Međutim, treba priznati da je to dio, aspekt stvarnosti koji je važan dio slike.

### Struktura i djelovanje

#### Bourdieu i kulturni kapital
Teoriju društvene reprodukcije teoretizirao je Pierre Bourdieu koji je ciljao na analizu klasnih nejednakosti u obrazovanju. Međutim, Bourdieua kao društvenog teoretičara uvijek je zanimala dihotomija između objektivnog i subjektivnog, ili drugim riječima, između strukture i djelovanja. Bourdieu je stoga izgradio svoj teorijski okvir oko važnih koncepata habitusa, polja i kulturnog kapitala. Ovi koncepti temelje se na ideji da objektivne strukture određuju šanse pojedinca, kroz mehanizam habitusa, gdje pojedinci internaliziraju te strukture. No, habitus se formira i npr. položajem pojedinca u različitim područjima, njegovom obitelji i svakodnevnim iskustvima. Dakle, klasni položaj nužno ne određuje nečije životne šanse, iako igra važnu ulogu, uz druge čimbenike.
Bourdieu je iskoristio ideju kulturnog kapitala kako bi istražio razlike u rezultatima učenika iz različitih razreda u francuskom obrazovnom sustavu. Istraživao je napetost između konzervativne reprodukcije i inovativne proizvodnje znanja i iskustva. Otkrio je da je ta napetost pojačana razmatranjima o tome koju kulturnu prošlost i sadašnjost treba sačuvati i reproducirati u školama. Bourdieu tvrdi da je kultura dominantnih grupa, a time i njihov kulturni kapital, ono što je utjelovljeno u školama, te da to vodi društvenoj reprodukciji.
James Coleman se također usredotočio na teme društvene reprodukcije i nejednakosti. Coleman je nadahnuo mnoge od sadašnjih vodećih lica sociologije obrazovanja, ali njegov je rad također doveo do pojačanog fokusa na empirizam.
Kulturni kapital dominantne grupe, u obliku prakse i odnosa prema kulturi, škola pretpostavlja prirodnom i jedinom ispravnom vrstom kulturnog kapitala. Zahtijeva "jedinstveno od svih svojih učenika da imaju ono što im ne daje" [Bourdieu]. Ovaj legitimni kulturni kapital omogućuje studentima koji ga posjeduju da steknu obrazovni kapital u obliku kvalifikacija. Ti učenici nižih razreda stoga su dakle u nepovoljnom položaju. Da bi stekli te kvalifikacije, moraju steći legitimni kulturni kapital, razmjenom vlastitog (obično radničkog) kulturnog kapitala. Ova razmjena nije jednostavna zbog razrednog etosa učenika nižih razreda. Klasni etos opisuje se kao posebna sklonost školi i kulturi te sadrži subjektivna očekivanja od nje. To je dijelom određeno objektivnim šansama te klase. To znači da djeca ne samo da teže postižu uspjeh u školi zbog činjenice da moraju naučiti novi način 'postojanja' ili odnosa prema svijetu, a posebno novi način odnosa prema jeziku i korištenja jezika, nego moraju također djelovati protiv svojih instinkata i očekivanja. Subjektivna očekivanja na koja utječu objektivne strukture koje pronalazimo u školi, održavaju društvenu reprodukciju potičući manje privilegirane studente da se eliminiraju iz sustava, tako da ih je sve manje dok putuju kroz razine sustava. Proces društvene reprodukcije nije ni savršen, a niti je dovršen.  Samo je mali dio manje priveligiranih studenata ostvario uspjeh. Za većinu tih učenika koji postignu određeni uspjeh u školi, morali su internalizirati vrijednosti dominantnih klasa i koristiti ih kao vlastite, iako je to suprotno od njihovog izvornog habitusa i kulturnih vrijednosti.
Prema tome, Bourdieuova perspektiva nam otkriva kako objektivne strukture igraju važnu ulogu u određivanju individualnih postignuća u školi, ali također dopušta korištenje pojedinčeve slobode djelovanja kako bi se prevladale te prepreke, iako ovaj izbor nije bez svojih nedostataka.
Identitet
Po Bourdieuovim idejama, Fuller (2009) pridodaje teoretskom razumijevanju strukture i djelovanja razmatrajući kako mladi ljudi oblikuju svoj obrazovni identitet i kako je taj identitet često rezultat poruka koje im se odražavaju, na primjer, kroz ocjene, postavljanje i rodno uvjetovana očekivanja. Društveni položaj smatra se važnim, ali njegova je uloga složena. Njezin je rad razmatrao važnost razumijevanja načina na koje se pojedinci identificiraju unutar akademskog okruženja, okruženja koji mlade ljude obično postavlja dihotomno; kao one koji će postići i one koji neće. Važno je razumijeti područja kao što su samoučinkovitost, samopouzdanje i otpornost u oblikovanju obrazovnog identiteta, a potom i obrazovnih postignuća i težnji, bilo je središnje mjesto u njezinom posljednjem radu.

## Istaknuti sociolozi obrazovanja
- Émile Durkheim
- Randall Collins
- Jim Coleman
- John W. Meyer
- Raymond Boudon
- Pierre Bourdieu
- Basil Bernstein